# Chronologie van de status van vrouwen in België
Deze chronologie van de status van de vrouwen in België presenteert enkele belangrijke data in de evolutie van de positie van de vrouwen, evenals enkele belangrijke data in het feminisme in België.

## Eerste feministische golf
Het meisjesonderwijs beperkt zich in de jaren 1830 en 1840 enkel tot (gebrekkig) basisonderwijs en wordt volledig overgelaten aan privéinitiatieven en is hoofdzakelijk in handen van de katholieke kerk. Het onderwijs voor meisjes wordt een eerste hefboom voor vrouwenemancipatie.
De industrialisering vanaf het einde van de achttiende eeuw brengt ook sociale veranderingen met zich mee. Mannen werken voortaan in loondienst in de fabriek en de vrouwen blijven thuis voor het huishouden en de opvoeding van de kinderen. Vrouwenarbeid wordt daarom gezien als een teken van armoede, want dat zou betekenen dat de man niet genoeg verdient om zijn gezin te onderhouden.

### 19e eeuw

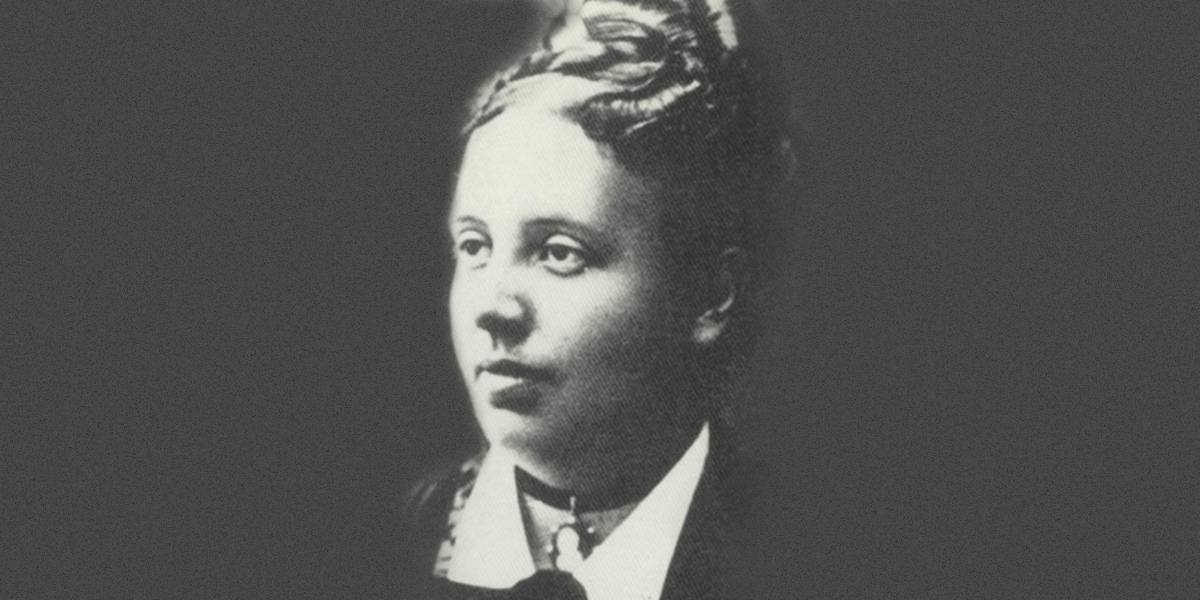
Zoé Gatti de Gamond

- 1835: Zoé Gatti de Gamond richt samen met Eugénie Poullet twee scholen op: een school voor de opleiding van volwassen arbeidersvrouwen en een school voor het opleiden van minder begoede meisjes tot onderwijzeres.[1]
- 1835: Claire Zoé Parent (1804-1890) erft van haar tante een pensionaat in Brussel en bouwt deze uit tot een meisjesschool, het Pensionnat de Demoiselles Heger-Parent.[2] In 1842 komen de zussen Charlotte en Emily Brontë er studeren en betalen hun studies door er ook zelf les te geven.[3]
- 1847: instelling van de functie van inspectrice van kleuterscholen, lagere scholen en normale scholen voor meisjes, en benoeming van Zoé Gatti de Gamond (1806-1854), maar na haar dood werd de functie terug afgeschaft.[1]
- 1864: Isabelle Gatti de Gamond (dochter van Zoé) (1839–1905), actief bij het maandblad Education pour la femme, richt in Brussel de eerste middelbare school voor meisjes op, met een uitgebreid onderwijsprogramma voor het lager secundair onderwijs.[1]
- 1867: aanname van de wet die abortus strafbaar stelt (misdaad tegen “de orde van het gezin en de openbare zeden”).
- 1868: barones Léonie de Waha richt de eerste middelbare school voor jonge dames op in Luik. Het doel is om jonge Luikse vrouwen te helpen zich te emanciperen buiten het onderwijs dat in kloosters wordt gegeven. Een revolutionair feit voor die tijd: jonge meisjes konden zelf kiezen welke godsdienstlessen ze volgden.
- 1879: Henriette Dachsbeck richt in Brussel een tweede middelbare school voor meisjes op.
- 1880: de Vrije Universiteit Brussel wordt opengesteld voor vrouwen, gevolgd door de Universiteit van Luik in 1881 en de Universiteit van Gent in 1882.[1]
- 1884: Isala Van Diest (1842–1905) opent een dokterspraktijk. Om vrouwen toe te staan als arts te werken, moest er een speciaal koninklijk besluit worden opgesteld. Van Diest, die in 1873 werd geweigerd aan de faculteit geneeskunde in Leuven, behaalde haar diploma in 1877 aan de Universiteit van Bern.[1]
- 1886: oprichting van de Socialistische Propagandaclub voor Vrouwen in Gent, een organisatie die zich inzet voor gelijkberechtiging van vrouwen in gezin en politiek en op het gebied van werk en inkomen.[4]
- 1888: Marie Popelin (1846–1913) studeert af als doctor in de rechten maar de toegang tot het beroep van advocaat aan de balie van Brussel wordt afgewezen door zowel het hof van beroep als het Hof van Cassatie omdat volgens hen "vrouwen niet geschikt zijn voor het beroep van advocate vanwege hun zwakke natuur en hun voorbestemde sociale rol als moeder". Pas in 1922 (zeven jaar na het overlijden van Popelin) zullen vrouwen tot de balie worden toegelaten.[1]
- 1890: de wet van 10 april geeft vrouwen expliciet het recht om toegang te krijgen tot alle universitaire graden, evenals die van arts en apotheker.[1]
- 1892: Isabelle Gatti de Gamond richt een voorbereidende universitaire afdeling op binnen haar eigen instituut.[1]
- 1892: Marie Popelin, Louis Frank en Isala Van Diest richten de Ligue belge du droit des femmes (Belgische vrouwenrechtenliga) op. Hun hoofddoel is om juridische gelijkheid voor vrouwen te eisen.[1]
- 1893: de eerste benoeming van een vrouw in de overheidsdienst: Alice Bron wordt lid van het OCMW van Monceau-sur-Sambre.
- 1893: feminist en socialist Emilie Claeys (1855–1943), voorzitter van de Socialistische Propagandaclub voor Vrouwen richt samen met de Nederlandse Nellie van Kol de Hollands-Vlaamschen Vrouwenbond op.[4] Allebei schrijven ze ook artikels in het tijdschrift De Vrouw, dat zowel in Nederland als in België wordt uitgegeven.[5]
- 1897: oprichting van de Société belge pour l'amélioration du sort de la femme (Belgische vereniging voor het verbeteren van het lot van de vrouw), met de Brusselse journaliste Élise Beeckman (1868-1945) als eerste voorzitter.
- 1897: de Belgische Liga voor Vrouwenrechten organiseert het eerste Internationaal Feministisch Congres in Brussel en nodigt de Internationale Vrouwenraad uit.[1]
- 1899: oprichting van de Union des femmes belges contre l'alcoolisme (Unie van Belgische vrouwen tegen alcoholisme) door Joséphine Nyssens-Keelhof samen met haar nicht Marguerite Nyssens. De strijd tegen alcoholmisbruik is een van de thema’s waarvoor feministen zich inzetten aangezien alcohol vaak de oorzaak is van huiselijk geweld.[1]
- 1900: de wet erkent het recht van gehuwde vrouwen om te sparen, evenals het recht om een arbeidsovereenkomst te sluiten en hun eigen salaris te innen (met een maximum van 3000 frank per jaar).

### 20e eeuw

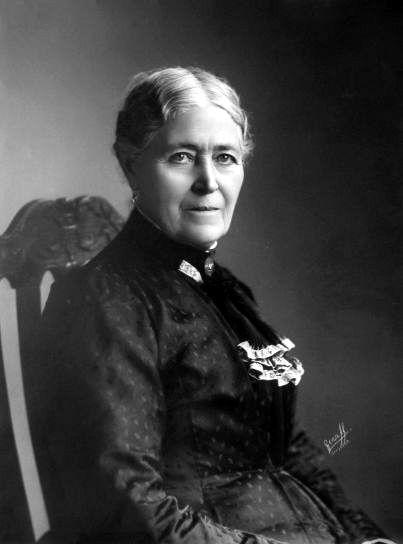
Léonie de Waha

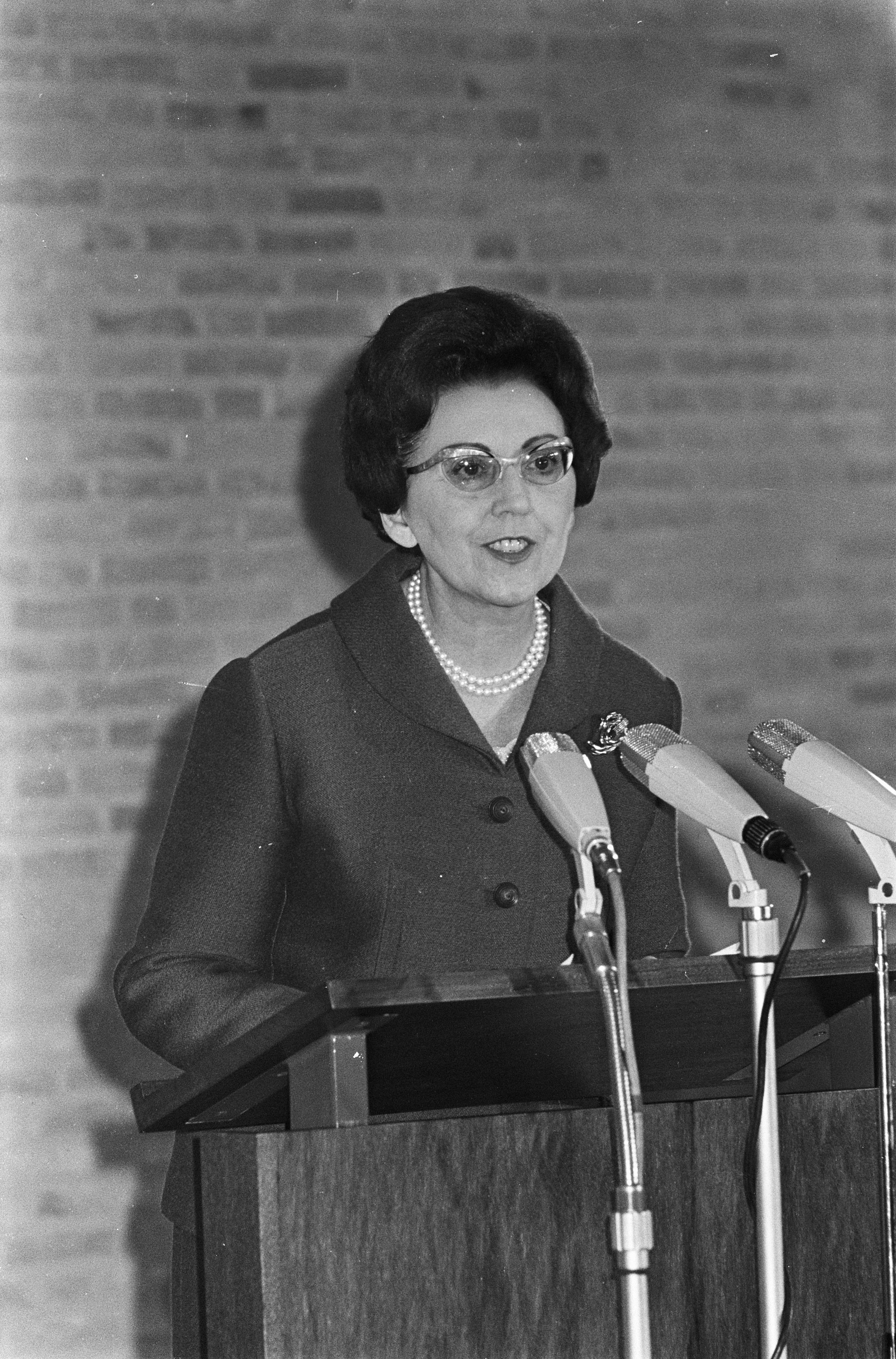
Marguerite De Riemaecker-Legot, de eerste Belgische vrouwelijke minister

- 1902: oprichting van de Union féministe belge (Belgische Feministische Unie) en het Féminisme chrétien de Belgique (Belgisch Christelijk Feminisme) door Louise Van den Plas (1877–1967).
- 1905: oprichting van de Nationale Vrouwenraad van België (Conseil national des femmes de Belgique) door Marie Popelin.[1] De organisatie is lid van de Internationale Vrouwenraad en groepeert tientallen vrouwelijke en/of feministische verenigingen zoals de Union des femmes belges contre l'alcoolisme, de Ligue belge du droit des femmes en de Société belge pour l'amélioration du sort de la femme.[1]
- 1907: in Gent wordt het eerste atheneum voor meisjes opgericht. Omdat er ook voortgezet onderwijs wordt aangeboden, krijgen meisjes gemakkelijker toegang tot de universiteit.
- 1912: oprichting van de Union des femmes de Wallonie (Waalse vrouwenunie)  door Léonie de Waha en Marguerite Delchef.[6]
- 1912: oprichting van de Ligue Catholique du Suffrage Féminin die strijdt voor het vrouwenkiesrecht, door Louise Van den Plas, Marie-Elisabeth Belpaire (1853–1948) en parlementslid Cyrille Van Overberghe. In 1913 wordt deze onder impuls van Jane Brigode (1870-1952) en Louise Van den Plas omgevormd tot de Fédération Belge pour le suffrage des femmes met als centrale thema van die tijd: het vrouwenkiesrecht.[1]
- 1914: door het uitbreken van de Eerste Wereldoorlog komt de feministische strijd op de achtergrond te staan en wordt de  Union patriotique des femmes belges opgericht door Jane Brigode, Louise Van den Plas en Marie Parent, de belangrijkste vrouwenorganisatie tijdens de oorlog.[1]
- 1919: een beperkt aantal vrouwen kreeg stemrecht: moeders en weduwen van soldaten en burgers die tijdens de Eerste Wereldoorlog door de vijand waren gedood, maar ook vrouwen die door de bezetter gevangen waren genomen of veroordeeld.
- 1920: nu pas worden ook vrouwen toegelaten aan de Universiteit van Leuven.[1]
- 1920: de wet van 15 april geeft vrouwen het recht om te stemmen en zich te laten verkiezen bij gemeenteraadsverkiezingen (met uitzondering van prostituees en overspelige vrouwen). Vrouwen hebben ook het recht om gekozen te worden in de Kamer van volksvertegenwoordigers en de Senaat, hoewel ze niet mogen stemmen bij parlementsverkiezingen. (universeel kiesrecht voor mannen).
- 1921: de Belgische vrouwenrechtenliga richt een vrouwenpartij op: de Parti général des femmes belges (Algemene partij van de Belgische vrouwen). Dit initiatief was geen succes.
- 1921: tijdens de gemeenteraadsverkiezingen worden 181 vrouwelijke gemeenteraadsleden gekozen.
- 1921: er worden gelijke salarisschalen ingevoerd voor mannelijke en vrouwelijke leraren. Dit is de eerste belangrijke stap op weg naar gelijke beloning voor mannen en vrouwen.
- 1921: vrouwen krijgen het recht om de functies van burgemeester, wethouder, gemeentesecretaris of ontvanger te bekleden. Getrouwde vrouwen hebben echter altijd de toestemming van hun echtgenoot nodig om een ambt te aanvaarden.
- 1921: Marie Spaak-Janson wordt de eerste Belgische vrouwelijke senator, door coöptatie.
- 1922: vrouwen krijgen het recht om advocaat te worden.
- 1928: oprichting van de Groupement belge pour l'affranchissement de la femme (Belgische Groep voor de emancipatie van de vrouw), die het jaar daarop werd gesplitst in La porte ouverte en de BBAF.
- 1929: Lucie Dejardin wordt het eerste vrouwelijke lid van de Kamer van volksvertegenwoordigers, via directe verkiezing.[7]
- 1932: op 20 juli wordt de "wet betreffende het beginsel van gelijkheid tussen echtgenoten en het beginsel van eenheid van beheer van huishoudelijke zaken" aangenomen.
- 1934: alle functies in de publieke sector worden nu gereserveerd voor mannen. Na de economische crisis van 1933 werden er maatregelen genomen om de werkgelegenheid voor mannen te behouden. Zo werden in 1935 de salarissen van vrouwelijke ambtenaren verlaagd en werd er geen vrouwelijke overheidsfunctionarissen meer aangenomen, behalve voor de schoonmaak van kantoren. Na massale protesten werden deze bevelen ingetrokken.
- 1948: na de Tweede Wereldoorlog wordt het stemrecht van vrouwen bij parlements- en provinciale verkiezingen bij wet erkend.[8]
- 1949: de eerste deelname van vrouwen aan parlementsverkiezingen.
- 1952: België ondertekent het "Verdrag 100" van de Internationale Arbeidsorganisatie, betreffende gelijke beloning.[9]
- 1957: België ondertekent op 25 maart het Verdrag van Rome, waarmee de Europese Economische Gemeenschap wordt opgericht. Artikel 119 van dit verdrag gaat over gelijke beloning voor mannen en vrouwen.[10]
- 1958: de wet op de gelijkheid van echtgenoten, de afschaffing van het huwelijksvermogen en de handelingsonbekwaamheid van gehuwde vrouwen.
- 1962: oprichting van het eerste centrum voor gezinsplanning in het Franstalige gebied, La Famille heureuse, dat zich ten doel stelt clandestiene abortussen te bestrijden
- 1965: eerste vrouw in de Belgische regering: Marguerite De Riemaecker-Legot wordt Minister van Gezin en Huisvesting.
- 1965: oprichting van de commissie "Gelijke Beloning, Gelijke Arbeid" (À Travail égal, salaire égal).
- 1966: ongeveer drieduizend vrouwelijke werknemers van de wapenfabriek Fabrique Nationale de Herstal gaan in staking voor gelijke beloning. De staking duurde elf weken.[11]

## Tweede feministische golfin België (neofeminisme)

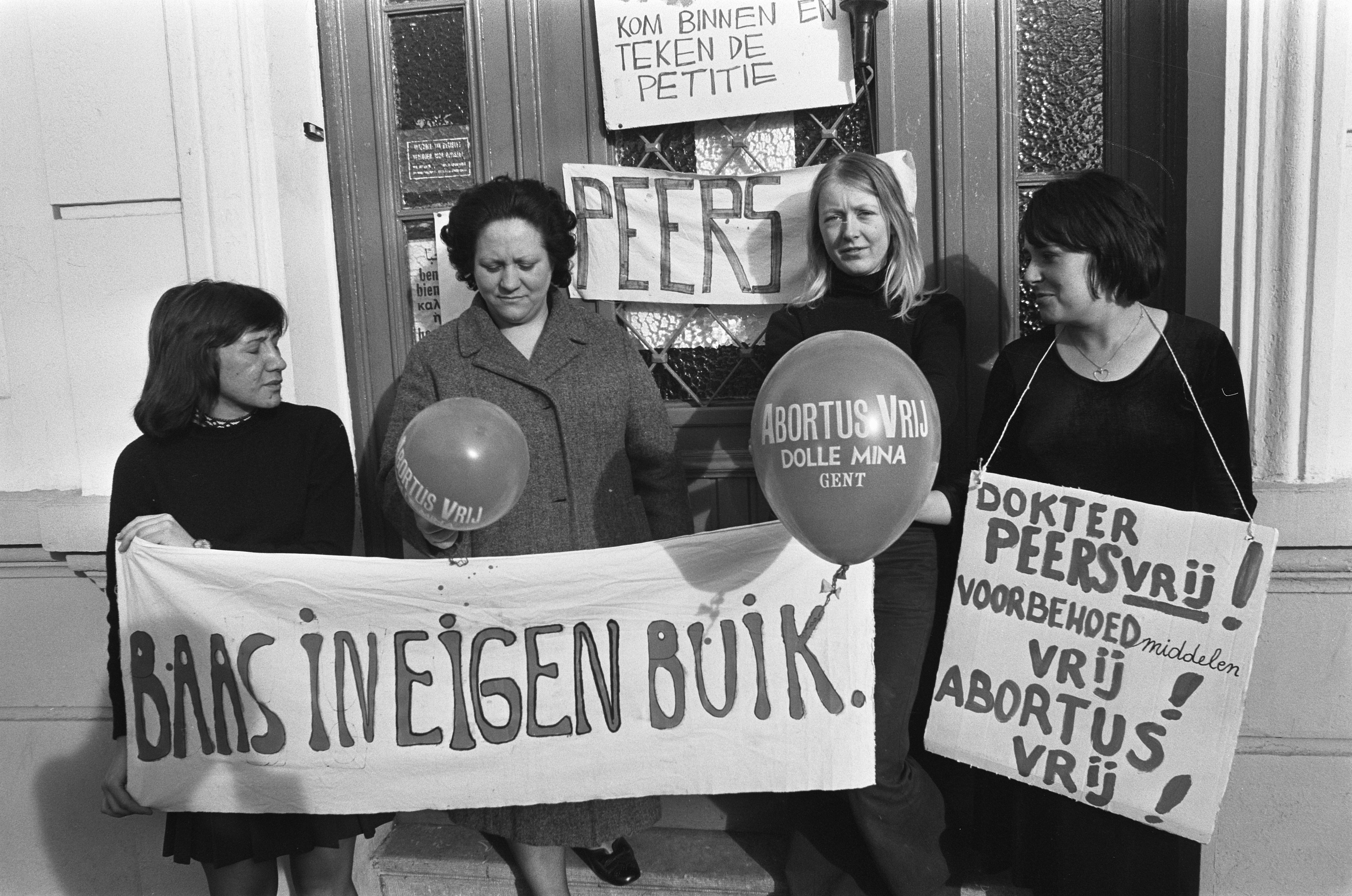
Campagne van de Gentse Dolle Mina's op 22 januari 1973

- 1968: stewardess Gabrielle Defrenne spant een rechtszaak aan tegen Sabena Airlines wegens vrouwendiscriminatie. Sabena eist dat vrouwen op 40-jarige leeftijd met pensioen gaan, terwijl hun mannelijke collega's het recht hebben om door te werken tot de wettelijke pensioenleeftijd.[9]
- 1970: stichting van de Vlaamse Pluralistische Actiegroep Gelijke Rechten Man-Vrouw (PAG) naar model van de Nederlandse Man Vrouw Maatschappij (MVM).[9]
- 1970: de eerste campagne "Stemmen voor vrouwen" in Brugge, georganiseerd tijdens de gemeenteraadsverkiezingen, was een succes: het aantal verkozen vrouwen steeg van twee naar zeven.[7]
- 1970: op 4 maart wordt de eerste actie van de Vlaamse Dolle Mina's gevoerd, geïnspireerd naar de in 1969 opgerichte Nederlandse Dolle Mina's.[12]
- 1971: de wet op de arbeidsovereenkomst verbiedt werkgevers om vrouwen te ontslaan vanwege zwangerschap of huwelijk.[11]
- 1971: het gelijkheidsbeginsel wordt toegepast op werkloosheidsuitkeringen.
- 1972: oprichting van de VOK in Vlaanderen, een vrouwencoördinatiecomité: pluralistisch, bestaande uit vrouwen met diverse levensbeschouwelijke achtergronden.[13]
- 1972: 11 november: eerste Nationale Vrouwendag (dag gekozen na het bezoek van Simone de Beauvoir aan Brussel), gezamenlijk georganiseerd door de Franstalige en Nederlandstalige vrouwenorganisaties, onder coördinatie van Lily Boeykens (1930–2005).[13]
- 1973: op 16 januari arrestatie van Dr. Willy Peers (die abortussen uitvoerde): grote demonstraties en radicalisering van groepen. Dit is het begin van een lange strijd en pogingen om abortus te decriminaliseren.[14]
- 1973: oprichting van de Groupe de recherche et d'information féministes (GRIF) en eerste publicatie van Les Cahiers du Grif, een internationaal Franstalig feministisch tijdschrift, opgericht door Françoise Collin.
- 1973: het wettelijk verbod op de distributie en reclame van voorbehoedsmiddelen wordt opgeheven.[15]
- 1974: de "Commissie voor de werkgelegenheid van vrouwen"" werd opgericht ter voorbereiding op het "Internationale jaar van de vrouw" in 1975. Het was een adviesorgaan binnen het Ministerie van Arbeid en Werkgelegenheid, dat maatregelen voorstelde met betrekking tot de werkgelegenheid van vrouwen. Deze commissie bleef in functie tot 1985.[11]
- 1974: een feministische partij, de VFP (Verenigde Feministische Partij) doet mee aan de parlementsverkiezingen maar behaalt geen enkele zetel. Het VOK (Vrouwen Overleg Komitee) organiseert samen met de Nationale Vrouwenraad voor deze parlementsverkiezingen een eerste nationale "Stem vrouw"-actie, om dat de meest vrouwen op de lijsten op onverkiesbare plaatsen staan, dit heeft tot gevolg dat na de verkiezingen van 10 maart er 26 vrouwen in plaats van 13 tussen de 365 mannen in het parlement zitten.[7]
- 1974: de wet op gelijk ouderschap geeft vaders en moeders gelijke verantwoordelijkheden op het gebied van de opvoeding en het beheer van het vermogen van kinderen.
- 1975: sociaal overleg resulteert in een collectieve arbeidsovereenkomst (CAO) voor gelijke beloning.
- 1976: van 4 tot 8 maart vindt in Brussel het Internationaal tribunaal voor misdaden tegen vrouwen plaats. Er zijn bijna 2000 vrouwen aanwezig, afkomstig van vijf continenten, georganiseerd door Diana E.H. Russell, een Zuid-Afrikaanse socioloog en feministe die hielp het concept van femicide te conceptualiseren, en Nicole Van de Ven, een Belgische journaliste, met wie Diana E.H. Russell later medeauteur was van The Proceedings of the International Tribunal on Crimes against Women.
- 1976: op 11 november had de Internationale Vrouwendag als thema: "Abortus, vrouwen beslissen". Oprichting van comités voor de decriminalisering van abortus om de acties van regionale groepen te centraliseren en andere pressiegroepen te ontwikkelen.
- 1976: de wet legt mannen en vrouwen gelijkheid op bij de uitoefening van hun rechten op het gebied van huwelijksvermogen en verankert de gelijkheid van mannen en vrouwen in het huwelijk. Vrouwen mogen een rekening openen zonder toestemming van hun echtgenoot.[16]
- 1978: oprichting van het eerste RoSa-documentatiecentrum (Nederlandstalig)
- 1979: oprichting van de non-profitorganisatie Université des femmes (Franstalig)
- 1980: tweede Wereldconferentie van het decennium van de Verenigde Naties voor vrouwen: gelijkheid, ontwikkeling en vrede (Kopenhagen)
- 1981: naar aanleiding van de economische crisis einde jaren 1970, begin jaren 1980 neemt de vraag naar arbeid af en worden vooral de vrouwen getroffen. Vrouwen uit vrouwenbewegingen, politieke partijen en vakbonden verenigen zich in het actiecomité "Vrouwen tegen de Krisis", dat op 7 maart zijn eerste nationale betoging organiseert. 7000 vrouwen stappen mee. De tweede betoging op 6 maart 1982 brengt 15.000 vrouwen op de been.[17]
- 1984: een nieuwe wet beschermt de erfrechten van de achterblijvende partner.
- 1985: op federaal niveau wordt een Staatssecretariaat voor Maatschappelijke Emancipatie opgericht. Gelijke kansen doen officieel hun intrede in de politiek.[11]
- 1986: binnen het Staatssecretariaat voor maatschappelijke emancipatie wordt een nieuwe commissie voor vrouwenwerk opgericht.
- 1986: eerste academisch centrum voor vrouwenstudies aan de VUB (officieel erkend als onderzoekscentrum in 1998)
- 1989: het gelijkekansenbeleid wordt toevertrouwd aan de Minister van werkgelegenheid en arbeid.
- 1990: abortus wordt gedeeltelijk gedecriminaliseerd (artikel 350 van het strafwetboek, gewijzigd door de wet van 3 april 1990).[18]

## Derde feministische golfin België

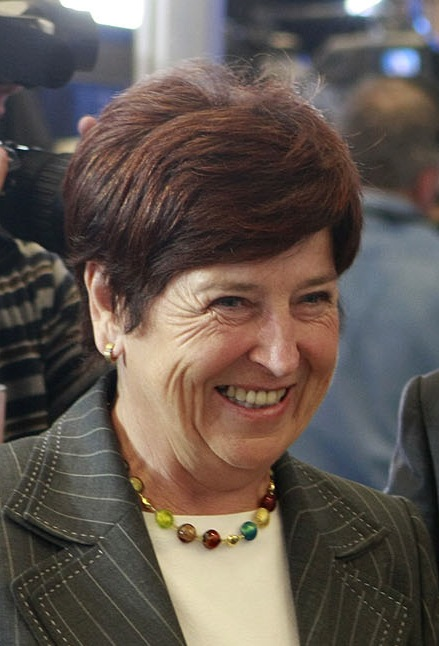
Minister Miet Smet

- 1993: op federaal niveau wordt een Raad voor gelijke kansen opgericht, als voortzetting van het werk van de Commissie voor de werkgelegenheid van vrouwen, die in 1986 werd opgericht.[11]
- 1994: de wet Smet-Tobback verplicht partijen om minstens een derde van de zetels op hun kieslijsten toe te wijzen aan vrouwen, op alle kiesniveaus, van lokaal tot Europees.[7]
- 1995: de eerste vrouwelijke minister van Gelijke Kansen, Anne Van Asbroeck wordt benoemd in de Vlaamse Regering.[19]
- 1995: federale oprichtingen van Amazone, een ontmoetingscentrum voor vrouwen, waar feministische verenigingen worden gehuisvest, en Sophia, een netwerk voor de coördinatie van feministische studies.
- 2002: oprichting van het Instituut voor de Gelijkheid van Vrouwen en Mannen, een Belgische federale overheidsinstelling die tot taak heeft de gelijkheid van vrouwen en mannen te waarborgen en te bevorderen en alle vormen van discriminatie en ongelijkheid op grond van geslacht te bestrijden.[20]
- 2003: pariteit en alternatie op kieslijsten in België
- 2005: wereldvrouwenbijeenkomst voor de evaluatie van Beijing + 10.[21]
- 2018: op 15 oktober stemt de Kamer een nieuwe wet die abortus grotendeels uit de strafwet haalt.[14]